# 波托拉 (加利福尼亚州)
波托拉（英語：Portola），是美国加利福尼亚州普卢默斯县下属的一座城市。建市于1946年5月16日，面积大约为5.41平方英里（14平方公里）。根据2010年美国人口普查，该市有人口2,104人。